# Drăghia, Maramureș
Drăghia este un sat în comuna Coroieni din județul Maramureș, Transilvania, România. Se află în partea de sud a județului,  în Podișul Someșan. Atestată documentar în 1393.

## Istoric
Prima atestare documentară: 1393 (Dragusfalva).
În 1567 Maxim Ioan a cerut în dar localitatea Drăghia de la principe, pe care a primit-o, iar după moartea sa a fost moștenită de fiul său Petru. În anul 1590 teritoriul localității aparținea satului Baba. În anul 1646 soția unui anumit Vajda a cerut să i se dea partea ce i se cuvine mamei lui Maxim, Margareta, din averea lui Maxim Vasile.

## Etimologie
Etimologia numelui localității: din n. pers. Drag, Dragoș (< tema slavă drag-, cu sensul de „prețios”).

## Demografie
La recensământul din 2011, populația era de 195 de locuitori.

## Lăcașuri de cult
- Biserica de lemn „Sf. Arhangheli Mihail și Gavriil” din anul 1706 (monument istoric)

## Imagini

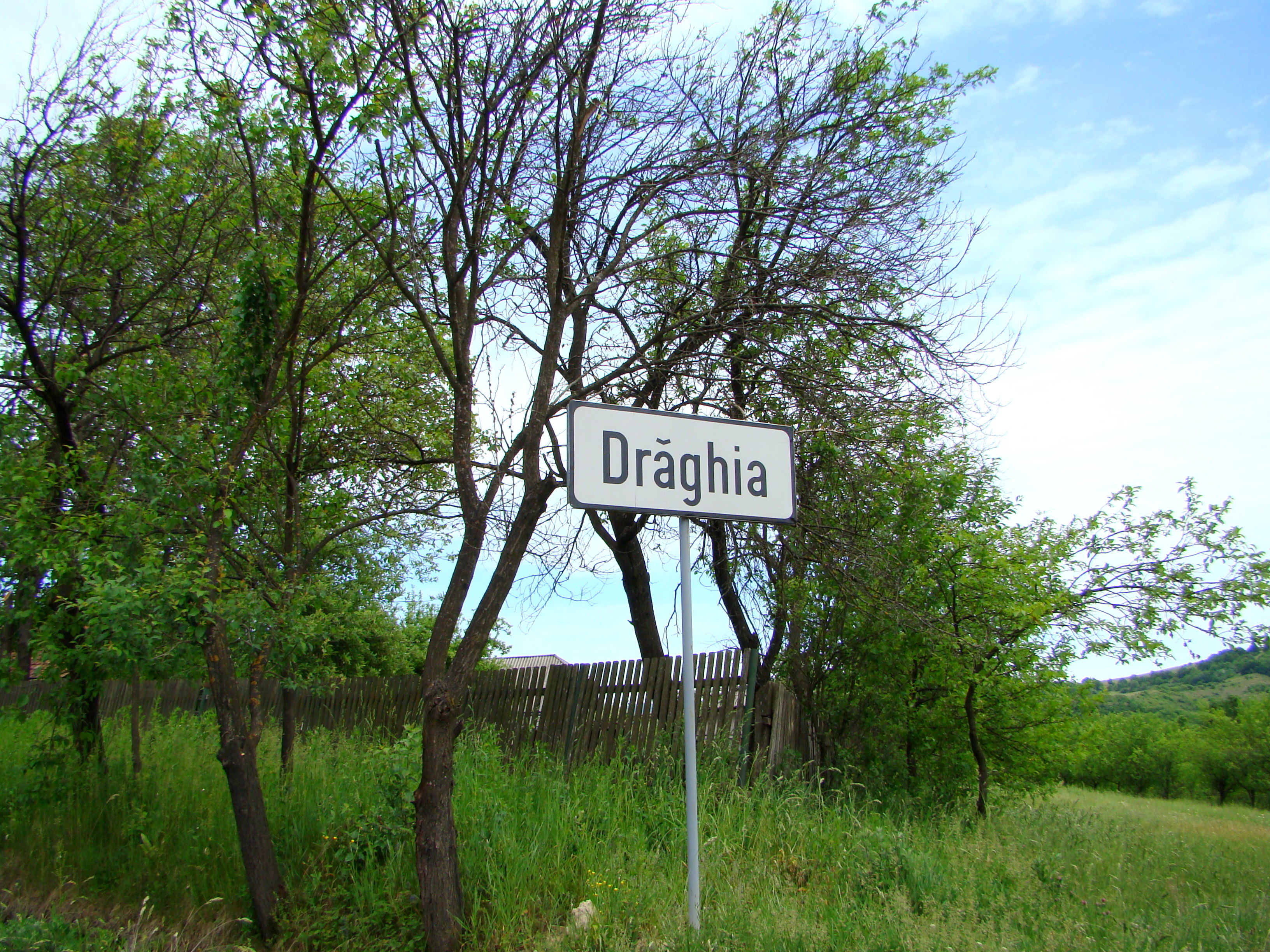
Intrarea în localitate
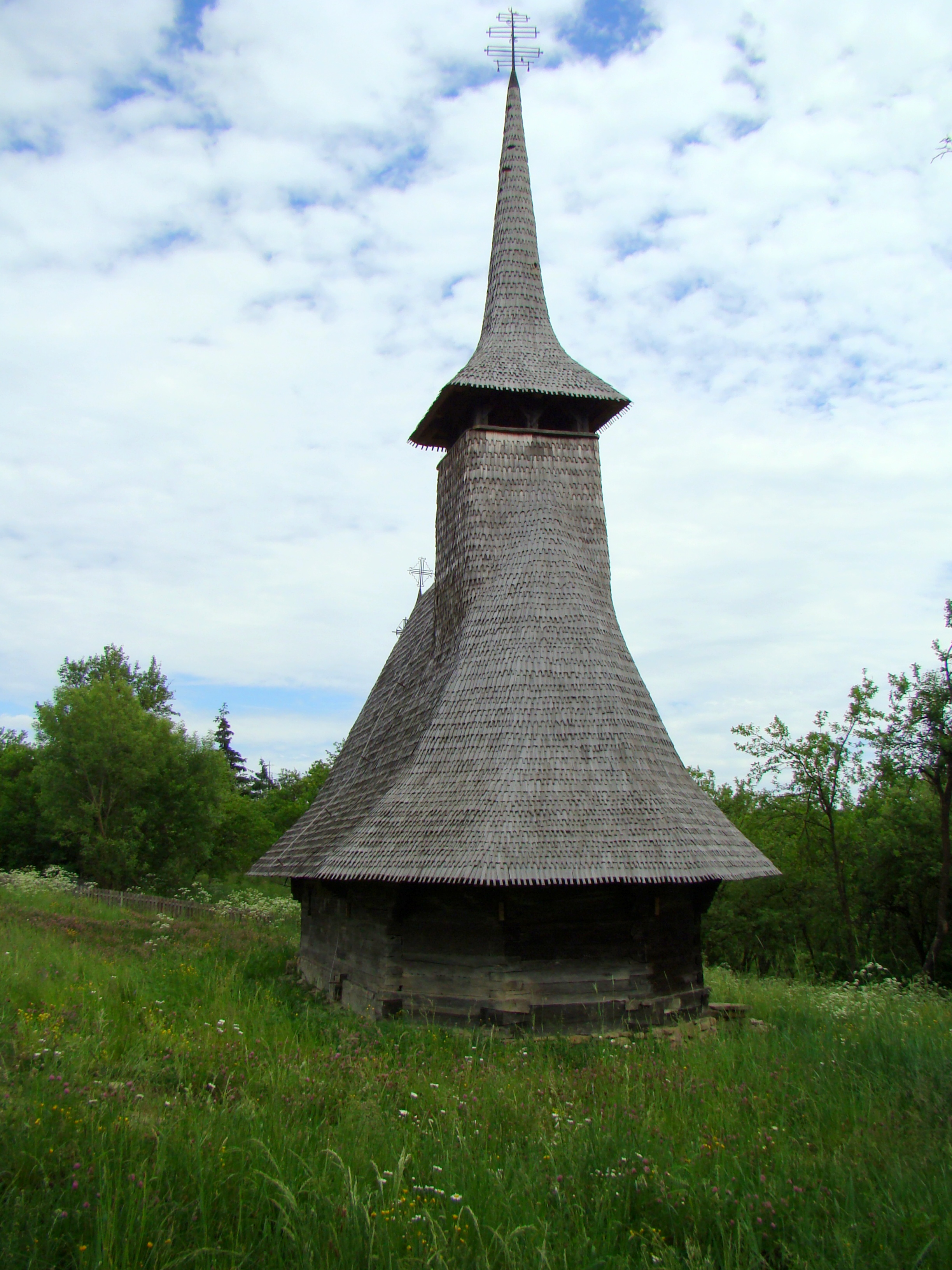
Biserica de lemn (monument istoric)
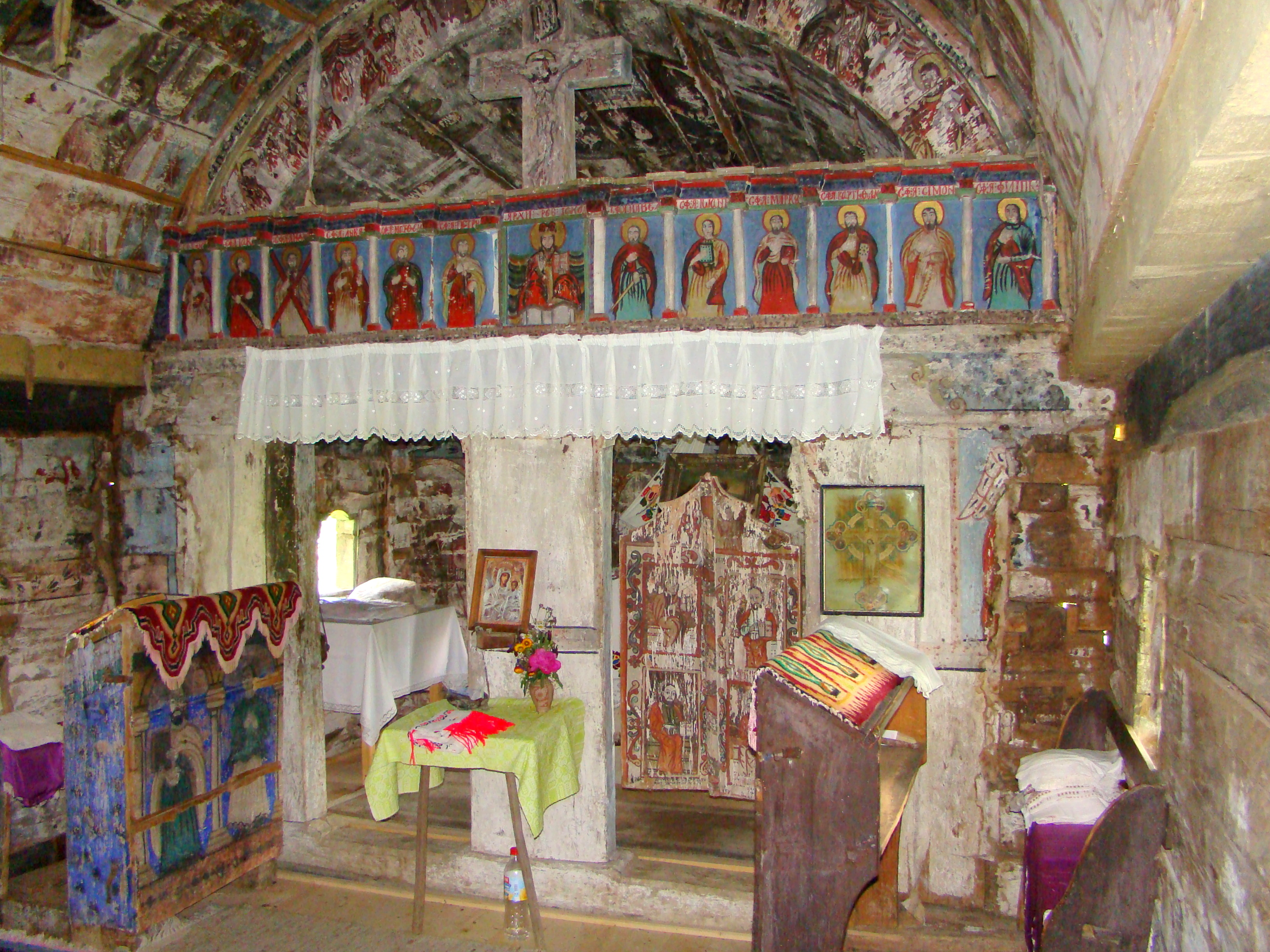
Biserica de lemn (monument istoric)
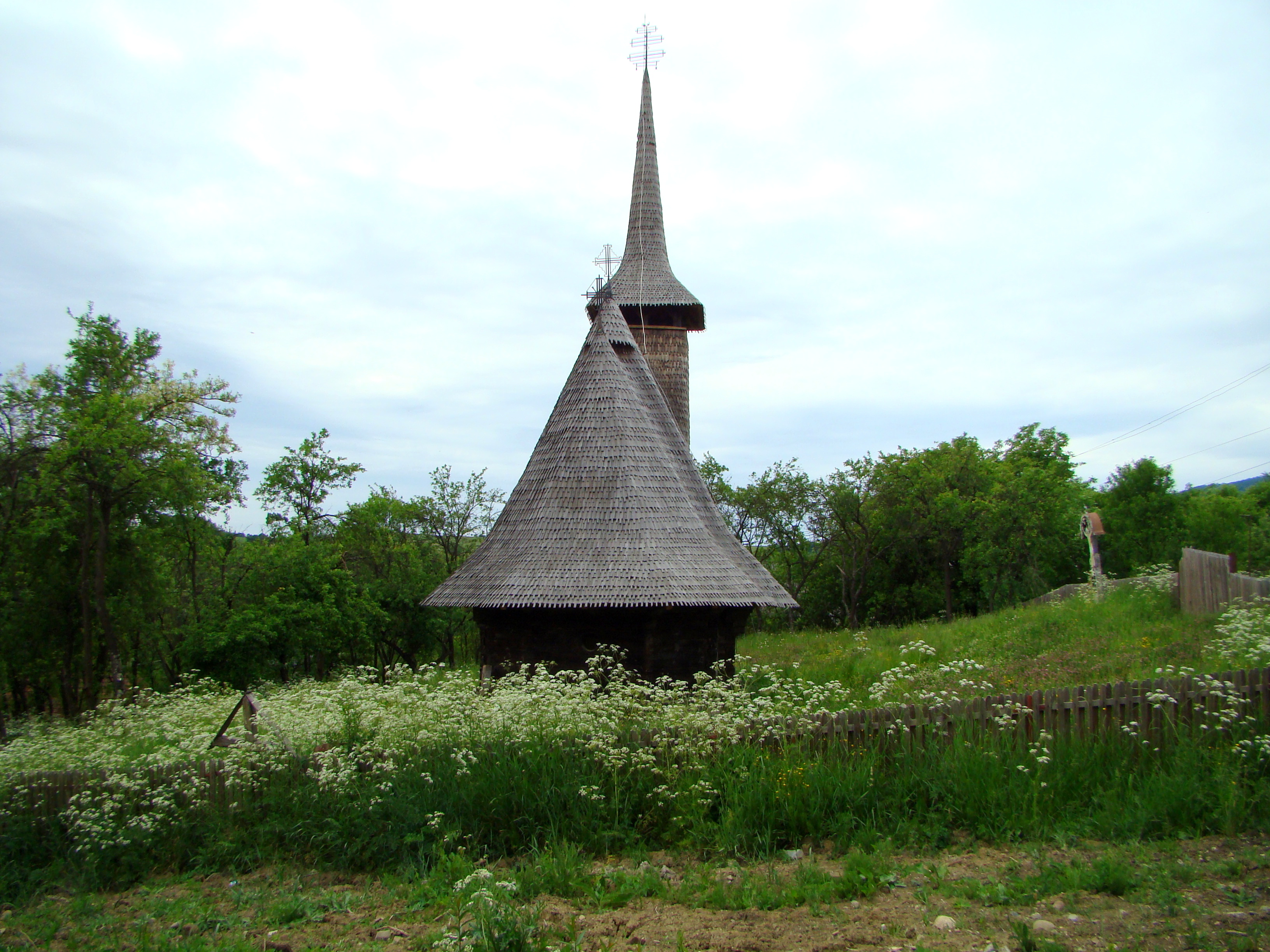
Biserica de lemn (monument istoric)
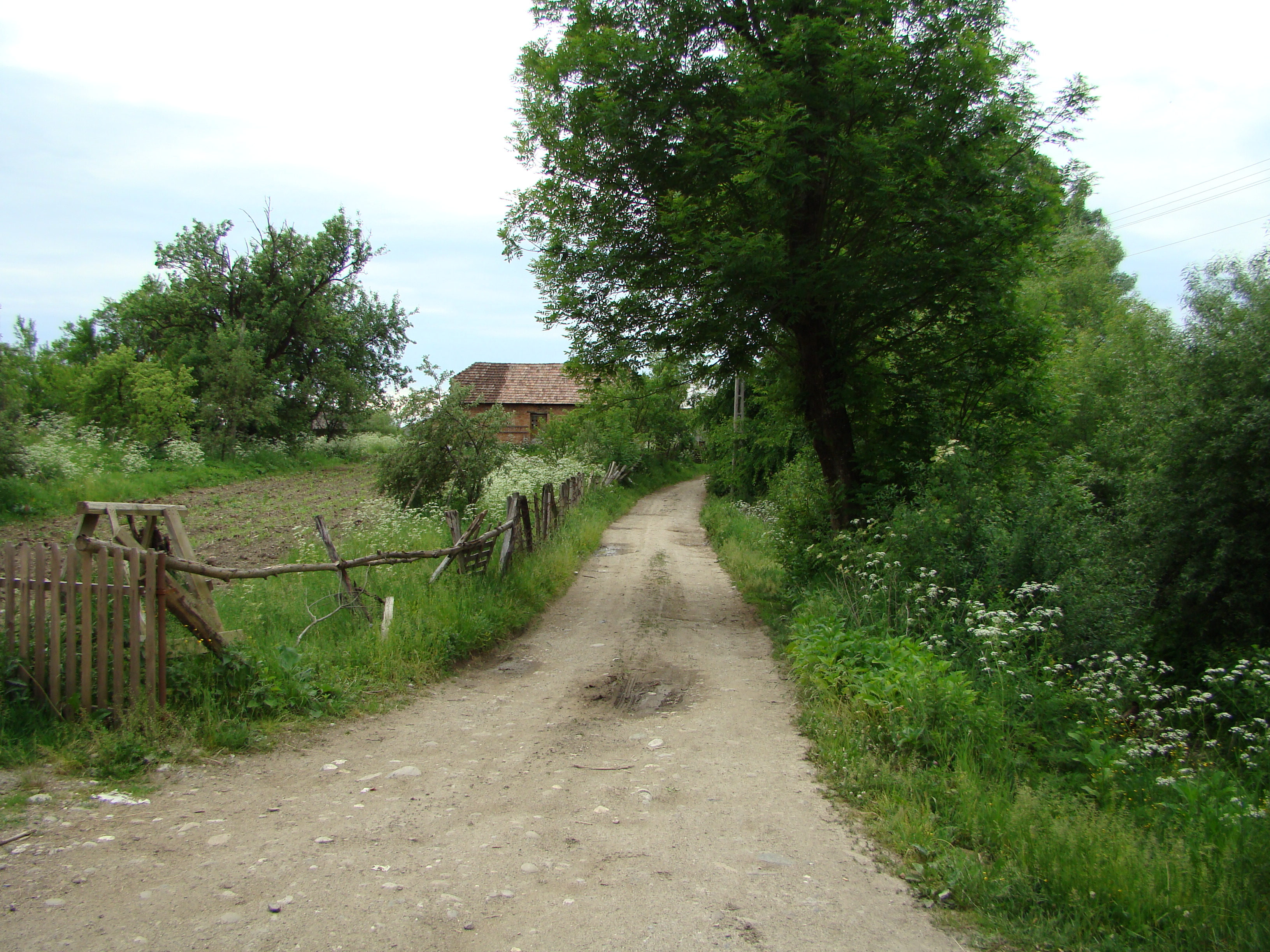